# Колонизација свемира
Колонизација свемира (такође и насељавање свемира, хуманизација свемира, хабитација свемира итд.) представља концепт сталних аутономних (самодовољних) људских насеобина на местима ван Земље. Први је стално присуство људи у свемиру, као што је Међународна свемирска станица.
Колонизација свемира је једна од главних тема некадашње научне фантастике и савремене науке.
Док већина људи мисли на колоније на Месецу и Марсу, остали се залажу да прве колоније буду у орбитама (в. Међународна свемирска станица). Неколико група у Наси и на по другим агенцијама проучавале су могућности стварања орбиталних колонија. Установили су да сви потребни материјали постоје на Месецу и астероидима близу Земље, да је соларна енергија присутна у врло великим количинама и да није потребно правити нова научна достигнућа, иако је неопходно урадити много инжењерског посла.